# Hérémence
Hérémence é uma comuna da Suíça, no Cantão Valais, com cerca de 1.391 habitantes. Estende-se por uma área de 107,77 km², de densidade populacional de 12,9 hab/km².  Confina com as seguintes comunas: Bagnes, Evolène, Nendaz, Saint-Martin, Vex. 
A língua oficial nesta comuna é o Francês.